# Corb de mare brun
Corbul de mare brun (Sula leucogaster) este o specie de pasăre suliformă din familia Sulidae care are o arie de răspândire pantropicală, ce se suprapune cu cea a altor specii de corbi de mare.

## Taxonomie
Corbul de mare brun a fost descris de polimatul francez Georges-Louis Leclerc, conte de Buffon, în lucrarea sa Histoire Naturelle des Oiseaux din 1781. Pasărea a fost, de asemenea, ilustrată într-o planșă colorată manual și gravată de François-Nicolas Martinet în Planches Enluminées D'Histoire Naturelle care a fost produsă sub supravegherea lui Edme-Louis Daubenton pentru a însoți textul lui Buffon. Buffon nu a inclus un nume științific în descrierea sa, dar în 1783 naturalistul olandez Pieter Boddaert a inventat numele binomial Pelecanus leucogaster în catalogul său Planches Enluminées. Localitatea tip este Cayenne în Guyana Franceză. Genul actual Sula a fost introdus de zoologul francez Mathurin Jacques Brisson în 1760. Cuvântul Sula provine din norvegiană și înseamnă corb de mare; specificul leucogaster provine din greaca veche leuko pentru „alb” și gastēr pentru „burtă”. În 2024, subspeciile brewsteri și etesiaca au fost declarate specii distincte sub denumirea Cocos booby de către Societatea Ornitologică Americană, Clements Checklist și IOC World Bird List.
Sunt recunoscute douî subspecii:
- S. l. leucogaster (Boddaert, 1783) – Insulele Caraibe și Atlantic
- S. l. plotus Forster, 1844) – Marea Roșie prin Oceanul Indian până la Pacificul central și de vest[11]

## Descriere

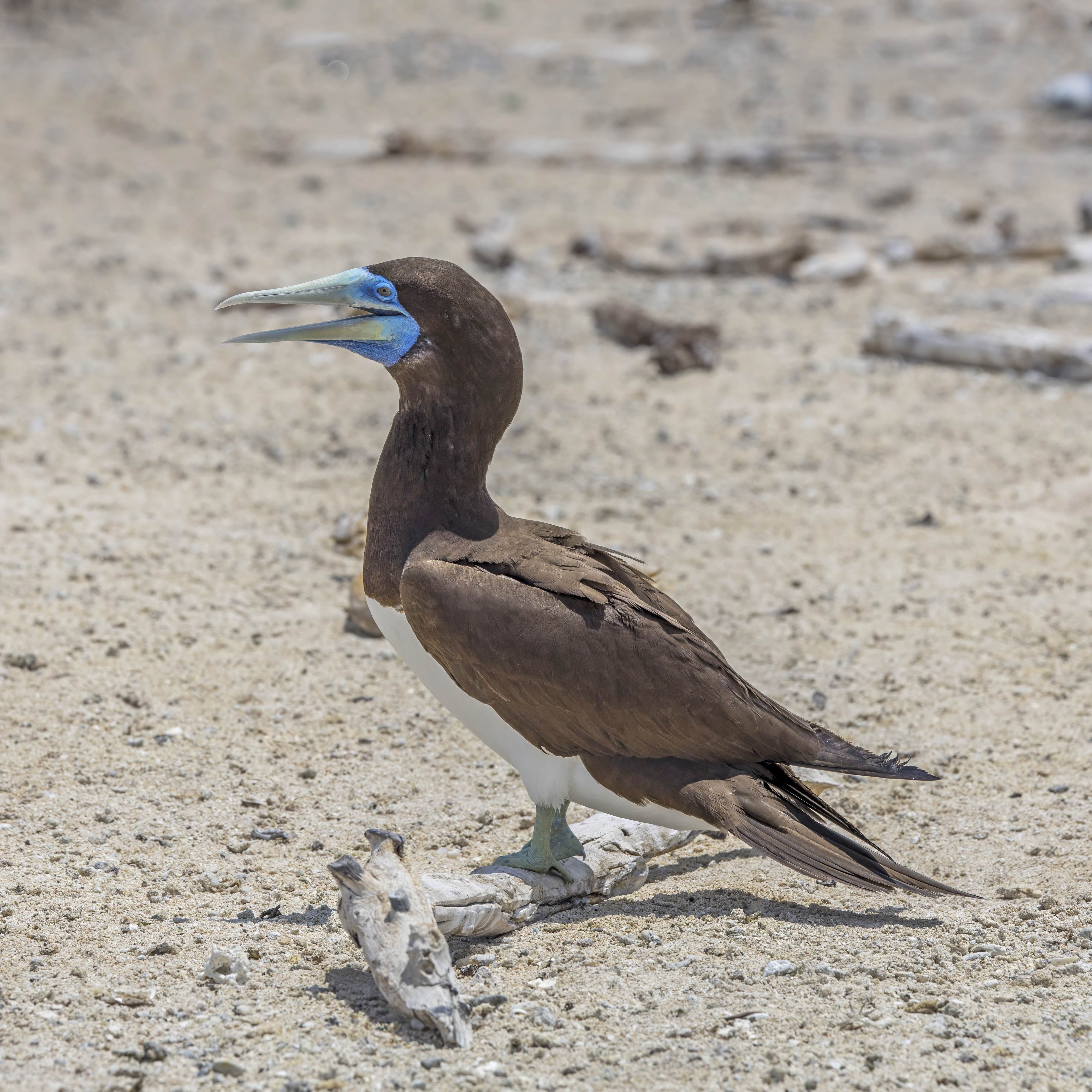
Mascul, Queensland, Australia

Capul și spatele corbului de mare sunt acoperite cu penaj de culoare maro închis până la negru, burta fiind de un alb contrastant. Specia prezintă dimorfism sexual al culorilor părții goale, masculii având un inel orbital albastru, spre deosebire de inelul orbital galben al femelei. Femela atinge aproximativ 80 de centimetri lungime, anvergura aripilor măsoară până la 150 cm și poate cântări până la 1,3 kg. Masculul atinge aproximativ 75 de centimetri lungime, anvergura aripilor măsoară până la 140 cm și pot cântări până la 1 kg. Spre deosebire de alte specii de sulide, penajul juvenil seamănă deja cu cel al adultului.
Ciocul este destul de ascuțit și are multe margini zimțate. Au aripi destul de scurte, ceea ce duce la o bătaie rapidă, iar cozile sunt lungi și conice. Deși aceste păsări sunt de obicei silențioase, observatorii de păsări au semnalat sunete ocazionale asemănătoare cu mormăitul sau chițăitul.

## Galerie

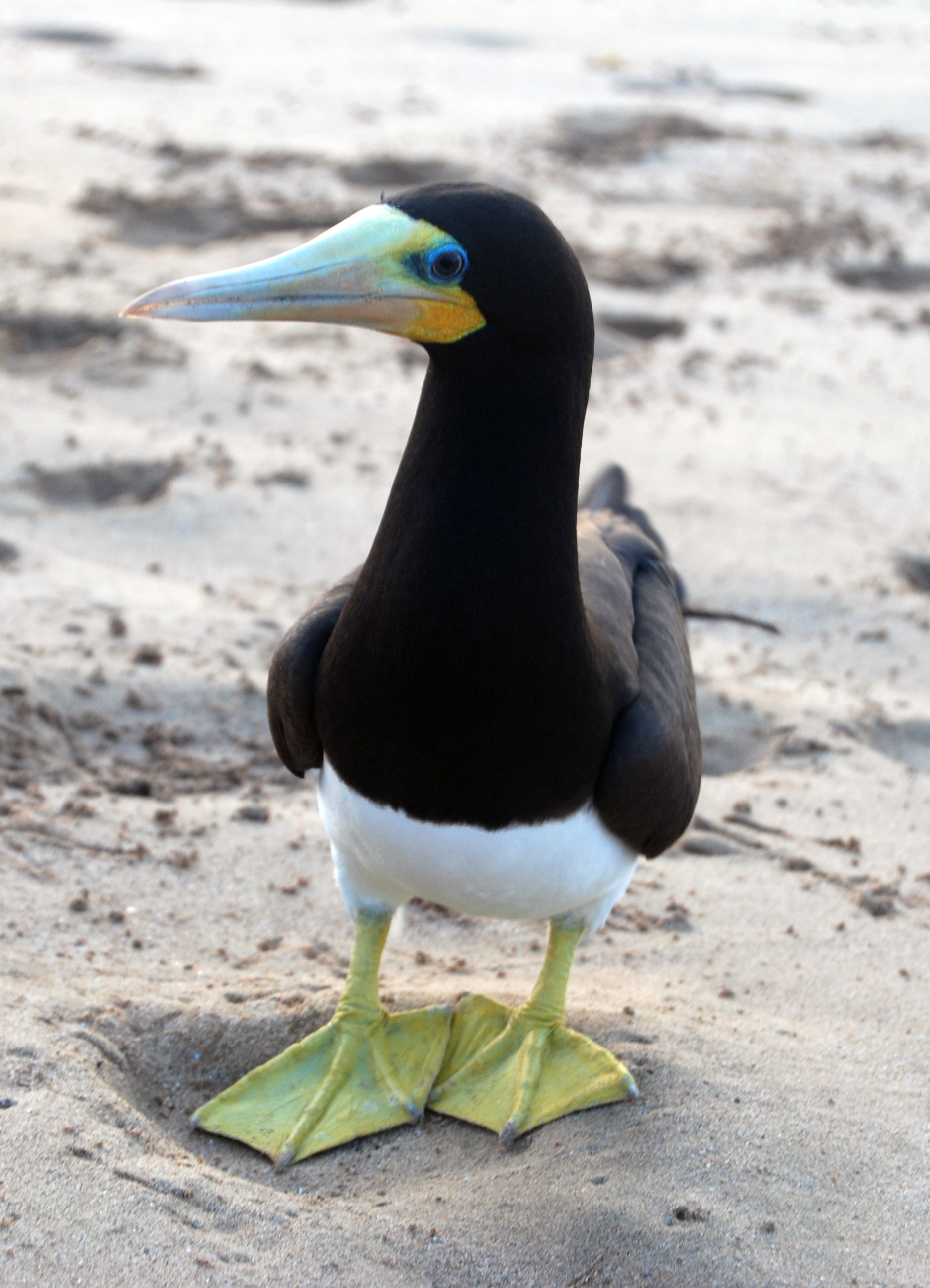
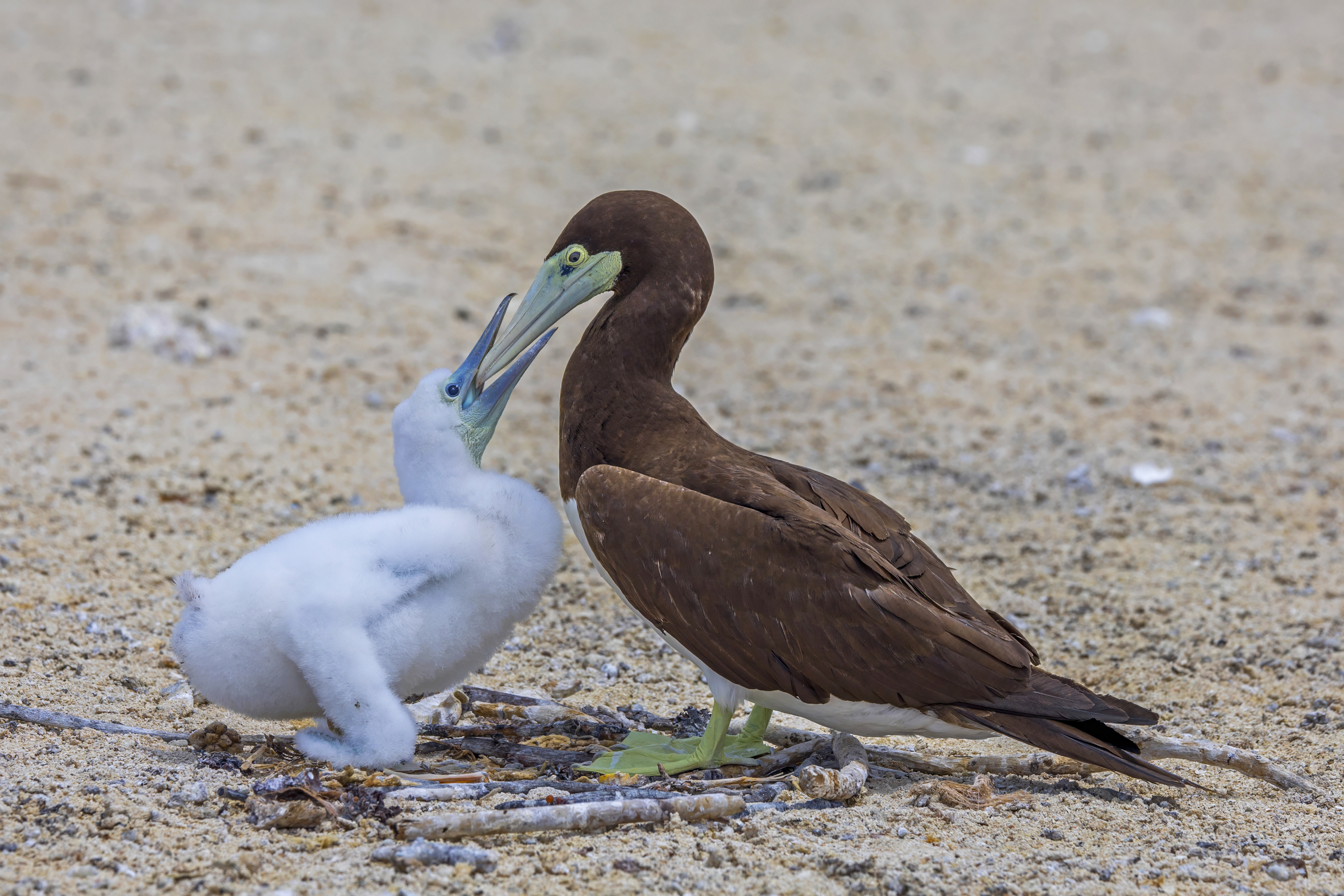
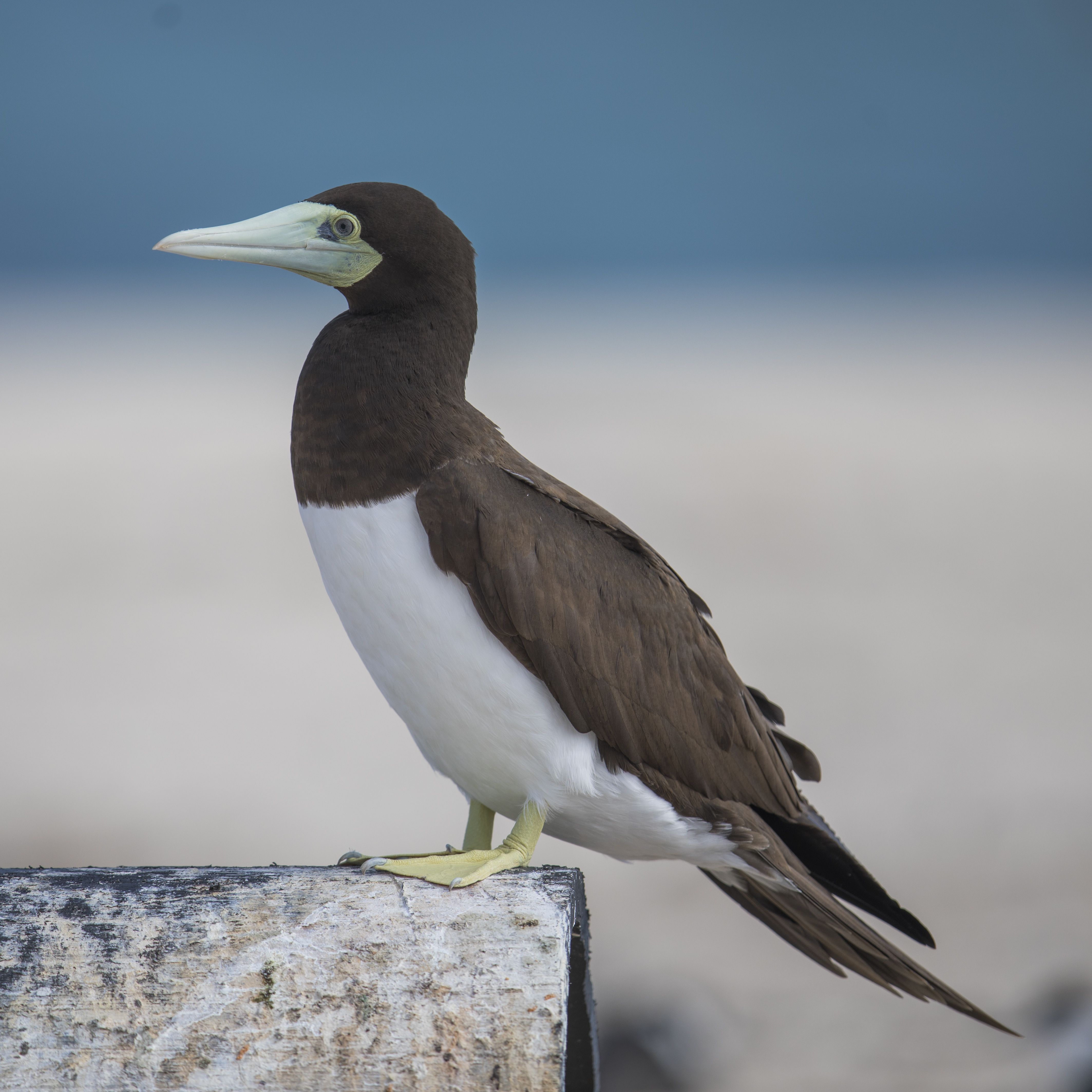
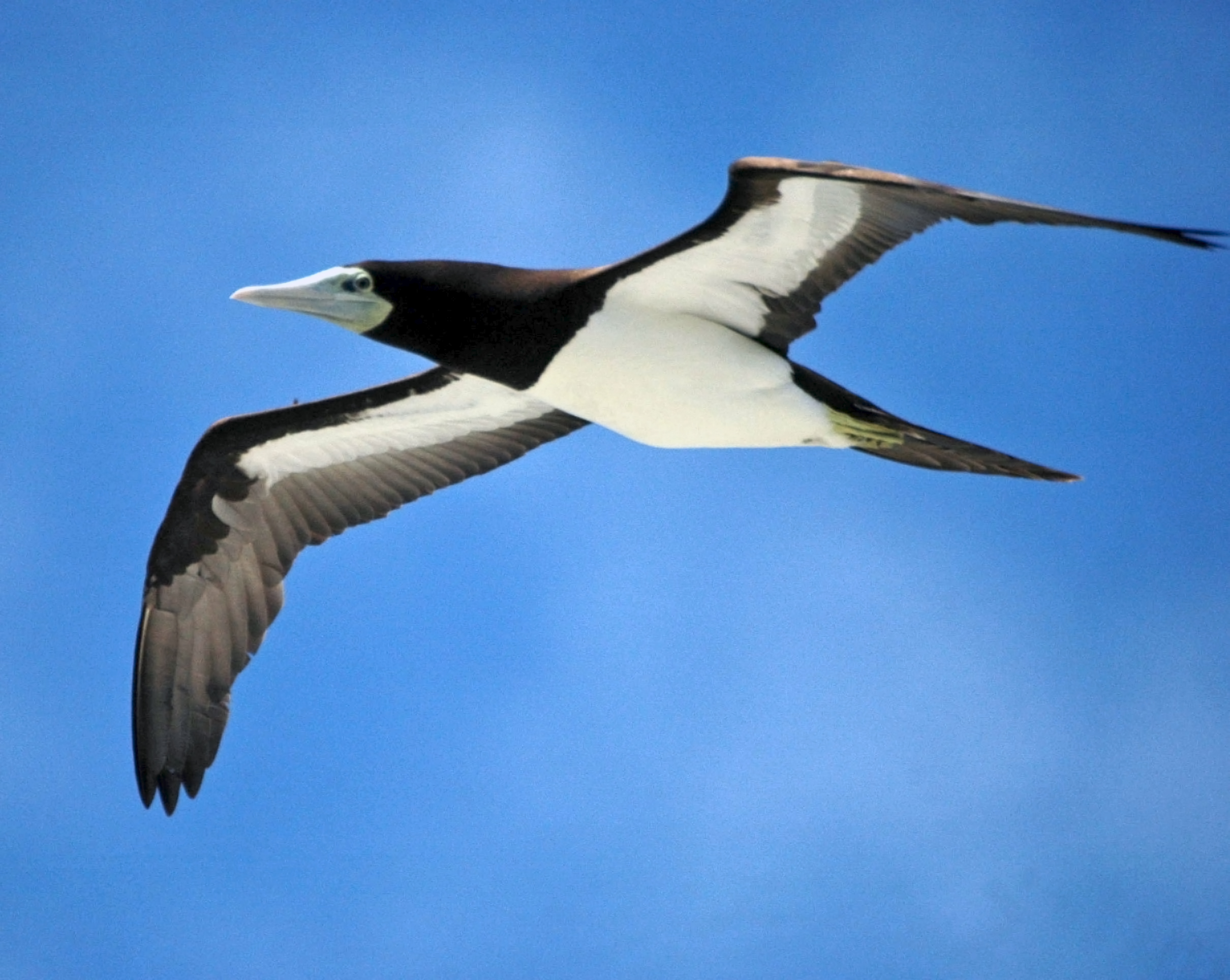